# Canadian Soccer League 1998
La Canadian Soccer League 1998 fue la primera edición de la liga de fútbol canadiense. Se disputó en mayo de 1998 y concluyó el 14 de octubre. Estuvo organizado por la Asociación Canadiense de Fútbol y participaron 8 clubes.
Al final del campeonato, el Toronto Olympians obtuvo la primera posición con 40 puntos, después de haber ganado 13 partidos. También fue el club que más goles anotó, con un total de 73 y solo 6 en contra. De esta manera ganó el campeonato nacional canadiense.
Después de la clasificación final, los cuatro mejores equipos disputaron una ronda eliminatoria para definir a los finalistas de la copa Rogers. Los equipos clasificados fueron Toronto Olympians, St. Catharines Wolves, Glen Shields y North York Astros. Ya en las rondas eliminatorias, el Toronto Olympians ganó dos partidos y accedió a la final, junto con el St. Catharines Wolves. La final de disputó el 2 de octubre de 1998, en el Centennial Stadium, Victoria (Columbia Británica). En los 90 minutos reglamentarios los equipos empataron 2-2, por lo que el partido se definió desde los tiros desde el punto penal, donde el St. Catharines Wolves fue el vencedor por 4-2.
El torneo también entregó varios, entre ellos, al jugador más valioso que fue Rene Martin del North York Astros, David Gee del Toronto Olympiansel como mejor técnico y Gus Kouzmanis del Toronto Olympians como máximo goleador, entre otros.

## Equipos participantes
| Equipo                    | Estadio                 | Ciudad         |
| ------------------------- | ----------------------- | -------------- |
| Glen Shields              | Dufferin District Field | Vaughan        |
| London City               | Cove Road Stadium       | London         |
| Mississauga Eagles P.S.C. | Wildwood Park           | Malton         |
| North York Astros         | Esther Shiner Stadium   | North York     |
| St. Catharines Wolves     | Club Roma               | St. Catharines |
| Toronto Croatia           | Centennial Park         | Etobicoke      |
| Toronto Olympians         | Birchmount Stadium      | Scarborough    |
| York Region Shooters      | Highland Park           | Aurora         |

## Tabla general
| Posición              | Equipo                    | PJ | PG | PP | PE | GF | GC | GD  | Puntos |
| --------------------- | ------------------------- | -- | -- | -- | -- | -- | -- | --- | ------ |
| 1                     | Toronto Olympians         | 14 | 13 | 0  | 1  | 73 | 6  | +67 | 40     |
| 2                     | St. Catharines Wolves     | 14 | 8  | 3  | 3  | 31 | 26 | +5  | 27     |
| 3                     | Glen Shields              | 14 | 6  | 5  | 3  | 26 | 27 | -1  | 21     |
| 4                     | North York Astros         | 14 | 6  | 7  | 1  | 34 | 30 | +4  | 19     |
| 5                     | York Region Shooters      | 14 | 5  | 7  | 2  | 30 | 44 | -14 | 17     |
| 6                     | London City               | 14 | 4  | 7  | 3  | 27 | 42 | -15 | 15     |
| 7                     | Mississauga Eagles P.S.C. | 14 | 3  | 10 | 1  | 29 | 44 | -15 | 10     |
| 8                     | Toronto Croatia           | 14 | 2  | 8  | 4  | 20 | 51 | -31 | 10     |
| Estadísticas finales. |                           |    |    |    |    |    |    |     |        |

 PJ = Partidos jugados; PG = Partidos ganados; PP = Partidos perdidos; PE = Partidos empatados;
GF = Goles a favor; GC = Goles en contra; GD = Goles de diferencia
| \| \| Equipos clasificados a una ronda eliminatoria \| |                                               |
|                                                        | Equipos clasificados a una ronda eliminatoria |

## Rondas eliminatorias de la copa Rogers

### Semifinales
| Fecha                 | Estadio                 | Local                   | Marcador | Visita                  | Ref   |
| --------------------- | ----------------------- | ----------------------- | -------- | ----------------------- | ----- |
| 4 de octubre de 1998  | Esther Shiner Stadium   | Toronto Olympians       | 5-1      | North York Astros       | [ 4 ] |
| 4 de octubre de 1999  | Dufferin District Field | St. Catharines Wolves   | 1-2      | Glen Shields Sun Devils | [ 5 ] |
| 4 de octubre de 1999  | Club Roma               | Glen Shields Sun Devils | 0-4      | St. Catharines Wolves   | [ 6 ] |
| 13 de octubre de 1998 | Birchmount Stadium      | North York Astros       | 0-2      | Toronto Olympians       | [ 6 ] |

### Final copa Rogers
| 2 de octubre de 1998 | Toronto Olympians                       | 2-2 (2–4 p.)               | St. Catharines Wolves                                | Centennial Stadium, Victoria (Columbia Británica) |  |
|                      | Berdusco 58, 84'                        | Reporte                    | Moore 2' - McGutchan 88'                             |                                                   |  |
|                      |                                         | Tiros desde el punto penal |                                                      |                                                   |  |
|                      | - Kouzmanis - Berdusco - Lopez - Cardey |                            | - Moore - Carbonara - Arghittu - McGutchan - Ianiero |                                                   |  |

## Premios
- Jugador más valioso: Rene Martin, North York Astros[1]
- Rookie del año: Tom Bianchi, London City[1]
- Goleador: Gus Kouzmanis, Toronto Olympians[1]
- Árbitro del año: Bill Teeuwen[1]
- Técnico del año: David Gee, Toronto Olympians[1]
- Mejor portero: Dino Perri, St. Catharines Roma Wolves[1]
- Premio Fair Play: London City[1]